# P-38 лајтнинг
P-38 Лајтнинг (енгл. P-38 Lightning) је био амерички ловачки авион из периода Другог свјетског рата. Производила га је фабрика Локид (Lockheed Corporation) од 1941. године.

## Развој
Пун назив му је био Lockheed P-38 Lightning, пројектовао га је пројектантски тим Локида на челу са Hall Hibbard и Clarence "Kelly" Johnson-ом. Неуобичајена конфигурација усвојена за авион P-38 је потекла из захтева америчког армијског ваздухопловства (USAAC) из 1937. за ловцем високих летних особина. Захтјев је тражио брзину, долет и брзину пењања које се нису могле испунити са једномоторним ловцем тог времена, због мотора ограничене снаге. Уз саму конструкцију, и стајни трап типа трицикл је био новитет. 
Први лет прототипа XP-38 је изведен 27. јануара 1939. године, а послије 12 сати лета авион је уништен у незгоди. Наручена је друга серија прототипова YP-38 од 13 авиона, с обзиром на то што је први прототип био веома  успешан у дотадашњим тестовима.
Авион је ушао у серијску производњу 1941. Произведено је укупно 10.037 авиона у разним верзијама. У току свог животног века авион је интензивно развијан тако да је направљено око 30 типова ових авиона.

## Технички опис
Авион Локид P-38L лајтнинг је вишенаменски авион (тешки ловац, ноћни ловац, лаки бомбардер, извиђачки, патролни авион за аерофото снимање и јуришни авион), конзолни једнокрилац двотрупац са два клипна линијска мотора, течношћу хлађеним Allison V-1710, у зависности од типа авиона, снаге од 1.000 до 1.750 KS. Трупови авиона су округлог попречног пресека који чине заједничку целину са моторима до репа авиона. На репу авиона се налази хоризонтални стабилизатор са кормилом дубине, који спаја два трупа авиона на крају сваког трупа се налазе вертикални стабилизатор са кормилима правца. Авион има увлачећи стајни трап типа трицикл са нископритисним гумама. Конструкција авиона је потпуно метална, направљена од нерђајућег челика.
Труп авиона P-38 Лајтнинг је направљен као монокок конструкција са попречним ребрима повезаним међусобно уздужним укрућењима за која је закивцима причвршћена лимена облога трупа авиона од нерђајућег челичног лима. Труп овог авиона је направљен из три дела: Средишњи део трупа је јајастог облика који је постављен на уздужној симетрали авиона. У овом делу се налази кабина пилота, комуникациони и управљачки уређаји авиона, у предњем делу (кљуну) су код ловачких и бомбардерских типова смештени наоружање, митраљези и топови са магацинима муниције а код извиђачких типова у овај део су смештене камере. Кабина је затворена поклопцем од плексигласа с фиксним ветробраном направљеним од непробојног стакла. У овом делу трупа се налази и простор за носну ногу стајног трапа са предњим точком и један од резервоара за гориво.
У бочним деловима трупа, који спајају крило са репом авиона су смештени мотори са свим припадајућим агрегатима за њихов рад. Главне ноге стајног трапа, турбина са турбокомпресором, хладњаци за расхладну течност, акумулатори, електрична инсталација, инсталација за расхладну течност и цевоводи за довод ваздуха и одвод издувних гасова из мотора авиона и инсталације и системи за управљање авионом.
Авион је био опремљен са два течношћу хлађеним редним мотором са 12 цилиндара V распореда и суперчарџером, Allison V-1710 снаге од 1.000 до 1.750 KS, у зависности од типа авиона. На вратила мотора је биле причвршћене трокраке металне вучне елиса са електричном регулацијом промене корака производ Curtiss.
Крила авиона су са две рамењаче кутијастог типа. Облик крила је трапезни са заобљеним крајем а оса крила је управна у односу на труп авиона. Конструкција је метална а облога од челичног нерђајућег лима причвршћена за носећу конструкцију закивцима.
Стајни трап му је трицикл, предња нога се увлачи у кљун авиона и то уназад тако да се точак у увученом стању налази испод седишта пилота а главне ноге стајног трапа са точковима се увлаче у трупове авиона. Увлачење нога стајног трапа се обавља уз помоћ електромотора. Ноге стајног трапа су опремљене точковима са хидрауличним кочницама и гумама ниског притиска (балон гумама).

## У борби
Прва побједа (заједничка) је остварена 14. августа 1942. кад је уништен њемачки извиђачки авион Фоке-Вулф Fw-200 Кондор у близини Исланда. Регуларне борбене операције су почеле у сјеверној Африци 19. новембра 1942. Послије тога USAAF је користио Лајтнинге у свим подручјима рата.
На Пацифику, авиони P-38 су оборили више јапанских авиона него сви други амерички ловци заједно (ово не укључује ловце морнарице и маринаца САД). Најпознатија њихова акција је била обарање бомбардера Мицубиши Г4М у којем је био јапански адмирал Исороку Јамамото. Обарање је извршено око 885 km од базе, а летни план је био декодиран из јапанских радио порука.
Највећи ваздушни ас америчког армијског ваздухопловства, мајор Ричард Бонг, је постигао свих својих 40 ваздушних побједа летећи авионом P-38 на Пацифику.
У Европи су Лајтнинзи служили у оквиру 9. ваздушне армије на задацима праћења бомбардера до Њемачке.

## После рата
Већина Лајтнинга је брзо повучена из оперативне употребе с обзиром да су их заменили ловци на млазни погон. Само неки каснији модели су остали у употреби САД до 1949. Неке друге земље су их користиле дуже.

## Варијанте
- XP-38 - прототип Локид модел 22 први пут летео у 1939.
- YP-38 - пред-серија са наоружањем, направљено 13 примерака.
- P-38-LO - прва серијски произведена варијанта са митраљезима калибра 0,5 и топом калибра 37 mm, направљено 30 авиона.
- XP-38A - тридесети P-38-LO модификован са кабином под притиском.
- Lightning I - Француска поруџбина 667 авиона (направљено 143 Lightning I). Три испоручена РАФ-у, а остатак USAAF-у. Уграђени мотори, C-серија V-1710-33 без турбо пуњача и пропелера десне ротације.
- Lightning II - направљен за потребе РАФ-а, користи моторе F-Серије V-1710.
- P-322-I - 22 Lightning I од 143 произведених је задржао USAAF за обуку и тестирање. Већина су били ненаоружани, иако су неки били наоружани са 2 х .50 кал. и 2 х .30 калибра.
- P-322-II - произведено је 121 P-322-I са мотором са V-1710-27/29 и користи се за обуку. Највећи број су били ненаоружани.
- P-38B - Предложена варијанта P-38А, није произведен.
- P-38C - Предложена варијанта P-38А, није произведен.
- P-38D - Производна варијанта са побољшањима и уграђеним самозаптивним резервоарима горива, 36 направљених авиона.
- P-38E - Производна варијанта са измењеним хидрауличним системом, и топом калибра 20 mm, произведено 210 авиона.
- P-38F - Производна варијанта са носачима испод крила за одбациве резервоаре или 906 kg бомби, произведено 527 авион.
- P-38G - Производна варијанта са модификованом радио опремом, направљено 1.082 авиона.
- P-38H - Производна варијанта способна да носи 1.451 kg бомби испод крила и аутоматским регулисањем уљних хладњака, направљено 601 авион.
- P-38J - Производна варијанта са побољшањима, укључујући хладњаке, равни непробојни ветробрани, појачана крилца и повећани капацитет резервоара за гориво, направљено 2.970 авиона.
- P-38K - Са моторима од 1.425 KS са већим краком пропелера, један изграђен, P-38E је такође конвертован као и XP-38K.
- P-38L - Са моторима од 1600 KS, направљено 3.923 авиона који обухватају 113 изграђених у Вултее.
- TP-38L - Два P-38Ls конвертује у авион за обуку са два седишта у тандем распореду.
- P-38M - Конверзија P-38L у ноћног ловца опремљен радаром.
- F-4 - Фото-извиђање варијанта P-38E, 99 авиона.
- F-4A - Фото-извиђање варијанта P-38F, 20 авиона.
- F-5A - Извиђачка варијанта P-38G, 181 авиона.
- F-5B - Извиђачка варијанта P-38J, 200 авиона, четири касније прерађена за морнарицу САД као FО-1.
- F-5C - Извиђачка варијанта P-38J, 123 конверзије.
- XF-5D - Патролна варијанта, један конвертован од F-5A.
- F-5E - Извиђачка варијанта конвертована од P-38J и P-38L, 705 конверзија.
- F-5F - Извиђачка варијанта конверзије P-38L.
- F-5G - Извиђачка варијанта конверзије P-38L, имао другачију конфигурацију камере него F-5F.
- XFO-1 - Ознака Америчке морнарице за четири F-5Bs преправљена ради испитивања.

## Производња
| Произвођач              | Варијанта       | 1939 | 1940 | 1941 | 1942  | 1943  | 1944  | 1945  | Збир   |
| ----------------------- | --------------- | ---- | ---- | ---- | ----- | ----- | ----- | ----- | ------ |
| Lockheed, Burbank       | XP-38           | 1    |      |      |       |       |       |       | 1      |
| Lockheed, Burbank       | YP-38           |      | 1    | 12   |       |       |       |       | 13     |
| Lockheed, Burbank       | P-38            |      |      | 30   |       |       |       |       | 30     |
| Lockheed, Burbank       | P-38D           |      |      | 36   |       |       |       |       | 36     |
| Lockheed, Burbank       | P-38E           |      |      | 127  | 83    |       |       |       | 210    |
| Lockheed, Burbank       | Lightning Mk. 1 |      |      |      | 3     |       |       |       | 3      |
| Lockheed, Burbank       | P-322           |      |      |      | 140   |       |       |       | 140    |
| Lockheed, Burbank       | P-38F           |      |      |      | 527   |       |       |       | 527    |
| Lockheed, Burbank       | P-38G           |      |      |      | 512   | 570   |       |       | 1.082  |
| Lockheed, Burbank       | P-38H           |      |      |      |       | 601   |       |       | 601    |
| Lockheed, Burbank       | P-38J           |      |      |      |       | 1.041 | 1.929 |       | 2.970  |
| Lockheed, Burbank       | P-38K           |      |      |      |       | 1     |       |       | 1      |
| Lockheed, Burbank       | P-38L           |      |      |      |       |       | 2.257 | 1.553 | 3.810  |
| Consolidated, Nashville | P-38L           |      |      |      |       |       |       | 113   | 113    |
| Lockheed, Burbank       | F-4             |      |      | 2    | 97    |       |       |       | 99     |
| Lockheed, Burbank       | F-4A            |      |      |      | 20    |       |       |       | 20     |
| Lockheed, Burbank       | F-5A            |      |      |      | 97    | 84    |       |       | 181    |
| Lockheed, Burbank       | F-5B            |      |      |      |       | 200   |       |       | 200    |
| Lockheed, Burbank       | XP-49           |      |      |      | 1     |       |       |       | 1      |
| Lockheed, Burbank       | XP-58           |      |      |      |       |       | 1     |       | 1      |
| Збир                    | Збир            | 1    | 1    | 207  | 1.480 | 2.497 | 4.187 | 1.666 | 10.039 |

## Корисници
| - Аустралија - Република Кина - Доминиканска Република - Слободна Француска - Француска | - Хондурас - Италија - Португалија - Уједињено Краљевство - Сједињене Државе - Југославија - 1 авион P-38L крајем Другог светског рата. |

## Шта је чинило овај авион изузетним?
1. Први ловац који је летео брже о 644 km/h, поставио је брзински рекорд Калифорнија-Њујорк 7 сати и 2 минута (1939. година).
2. Једини амерички ловац који се производио непрекидно током Другог светског рата (1941-1945)
3. Тих авион за класу ловаца с обзиром да су му издуви мотора пригушени турбо компресором.
4. Концентрисано наоружање у кљуну авиона обезбеђује минимално расипање погодака (концентрисана ватра).
5. Стрељачко наоружање је ефикасно до 920 m, док се код осталих ловаца у то време ефикасност паљбе кретала од 95 до 230 m.
6. Обртање елиса у супротном смеру избегнут је негативан жироскопски ефекат.
7. Двомоторни ловац је омогућавао пилоту већу стабилност при нишањењу и гађању.
8. При отказу једног мотора имао је довољну резерву снаге да безбедно слети.
9. Био је једини амерички ловац дугог домета до појаве "Мустанга".
10. Био је први амерички ловац направљен од нерђајућег челика спајан закивцима.
11. Коришћен је у ратним операцијама већ од почетка 1942. године.
12. На европском ратишту је извршио 130.000 борбених летова а на пацифичком бојишту је оборио 1.800 непријатељских авиона.

## Авион P-38 Лајтнинг у Југославији
У току патролирања у области Беча 2. априла 1945. године погођен је противавионском ватром са земље авион Локид P-38L лајтнинг америчког ратног ваздухопловства. Пилот (Majkl Brisak) је за слетање оштећеног авиона изабрао аеродром у Сомбору који се тада налазио под контролом совјетске и југословенске армије. Пилот је после слетања преко Београда пребачен у своју базу у Италији а авион је остао на аеродрому Сомбор. После одласка Црвене армије авион је поправљен и извесно време коришћен у РВ ЈА. Делови тог авиона и дан данас се чувају у Музеју ваѕдухопловства.

## Карактеристике (P-38Л)
Врста авиона: 
- Посада: један
- Први лет прототипа: 27. јануар 1939.
- Уведен у употребу: 1941.
- Крај употребе: 1949.
- Произвођач: Локид (Lockheed Corporation)

Димензије
- Дужина: 11,53
- Распон крила: 15,85
- Висина: 3,91
- Површина крила: 30,43
- Аеропрофил крила: NACA 23016 / NACA 4412

Масе
- Празан: 5.800
- Оптерећен: 7.940
- Највећа полетна маса: 9.798

Погонска група
- Мотори: два Алисон Allison V-1710-111/113, 1.194 kW, 1.725 КС
- Однос снага/тежина: 0,27

## Летне особине (P-38Л)
- Највећа брзина: 667
- Крстарећа брзина:
- Радијус дејства: 1.770
- Највећи долет: 4.184
- Оперативни врхунац лета: 13.400
- Брзина пењања: 1.448

## Наоружање (P-38Л)
- Стрељачко: 4 митраљеза 12,7 mm и један топ 20
- Бомбе: до 1.451